# 萧守道
萧守道 (英語：Benjamin S. Hsiao, 1958年8月12日—)是一位美国华人材料科学家和教育家。当选为美国物理学会会士（APS）、美国化学学会院士（ACS）、美国科学促进会发明大使（AAAS）、材料院士研究学会（MRS）以及美国国家发明家科学院（NAI）院士。

## 生平
1958年出生于台北，后毕业于臺北市立建國高級中學，1980年毕业于国立台湾大学。1987年获得康涅狄格大学博士学位。1987年至1989年在马萨诸塞大学作博士后研究。1989年至1997年在杜邦任职。1997年加入石溪大学担任副教授，2002年担任正教授，2007年担任化学部主任，2012年5月至2013年12月担任石溪大学副校长。